# Драфт ВНБА 2005 года
Драфт ВНБА 2005 года прошёл 16 апреля, в субботу, в студии развлечений НБА (англ. NBA Entertainment Studios) в городке Секокус, штат Нью-Джерси. К участию в драфте были допущены игроки после окончания колледжа и игроки-иностранцы. Лотерея драфта состоялась 1 декабря 2004 года, по её результатам право выбора под первым номером получила команда «Шарлотт Стинг», который был использован ею на 22-летнюю Джанель Маккарвилл, центровую из Миннесотского университета. Первый раунд драфта транслировался на канале ESPN2.
Всего на этом драфте было выбрано 39 баскетболисток, из них 37 из США, по одной с Сент-Винсента и Гренадин (Санчо Литтл) и из Австралии (Эрин Филлипс). Санчо Литтл с 2006 года выступала в чемпионате Испании, а в 2010 году стала натурализованной испанкой, чтобы играть за сборную этой страны.

## Легенда к драфту
|  | Выделены игроки, выбранные в Баскетбольный зал славы                      |
|  | Выделены участники Матча всех звёзд ВНБА и игроки сборной всех звёзд ВНБА |
|  | Выделены участники Матча всех звёзд ВНБА                                  |
|  | Выделены игроки сборной всех звёзд ВНБА                                   |
|  | Выделены игроки, не игравшие в ВНБА                                       |

## Первый раунд

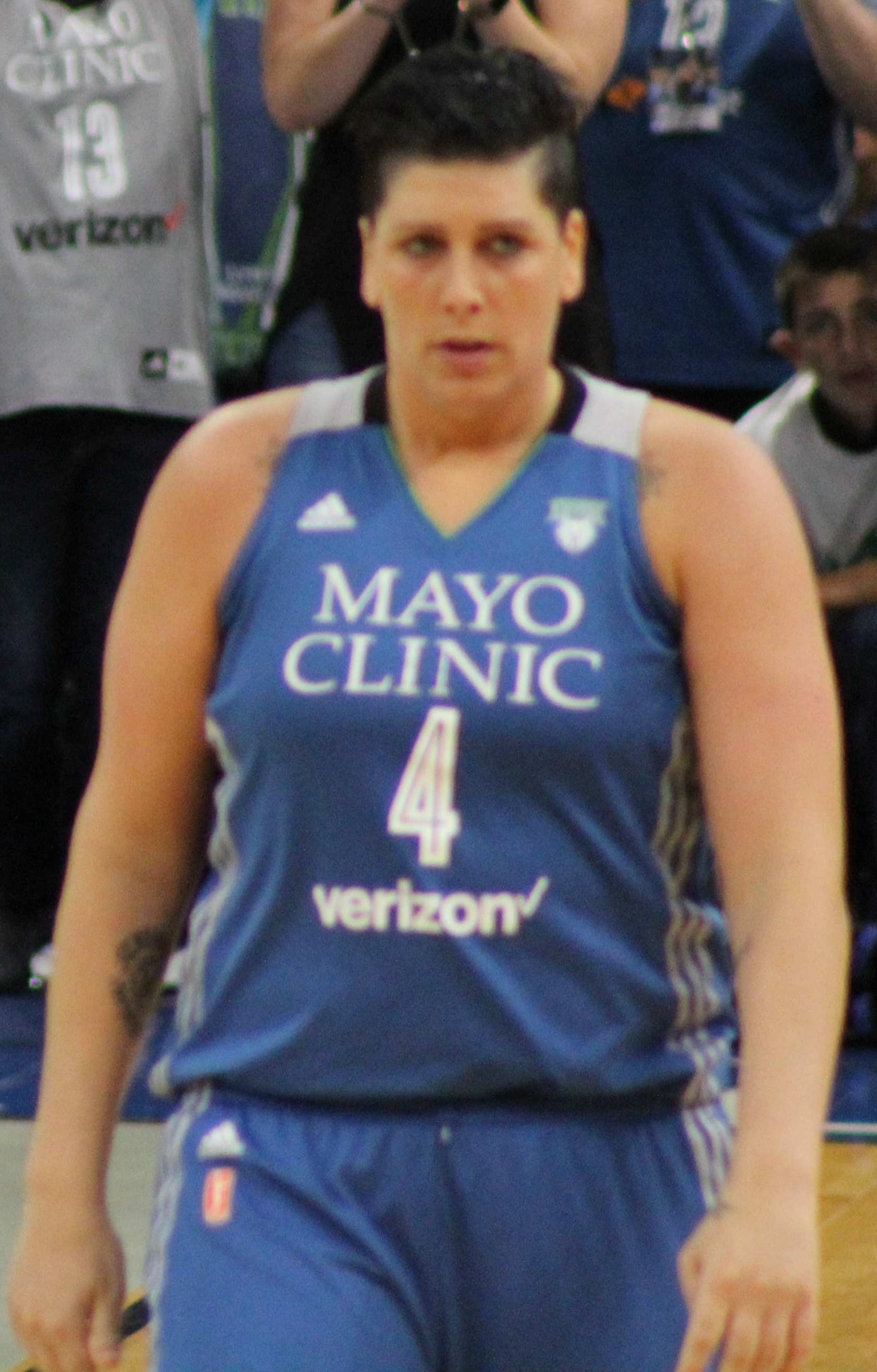
Джанель Маккарвилл, 1-й номер драфта

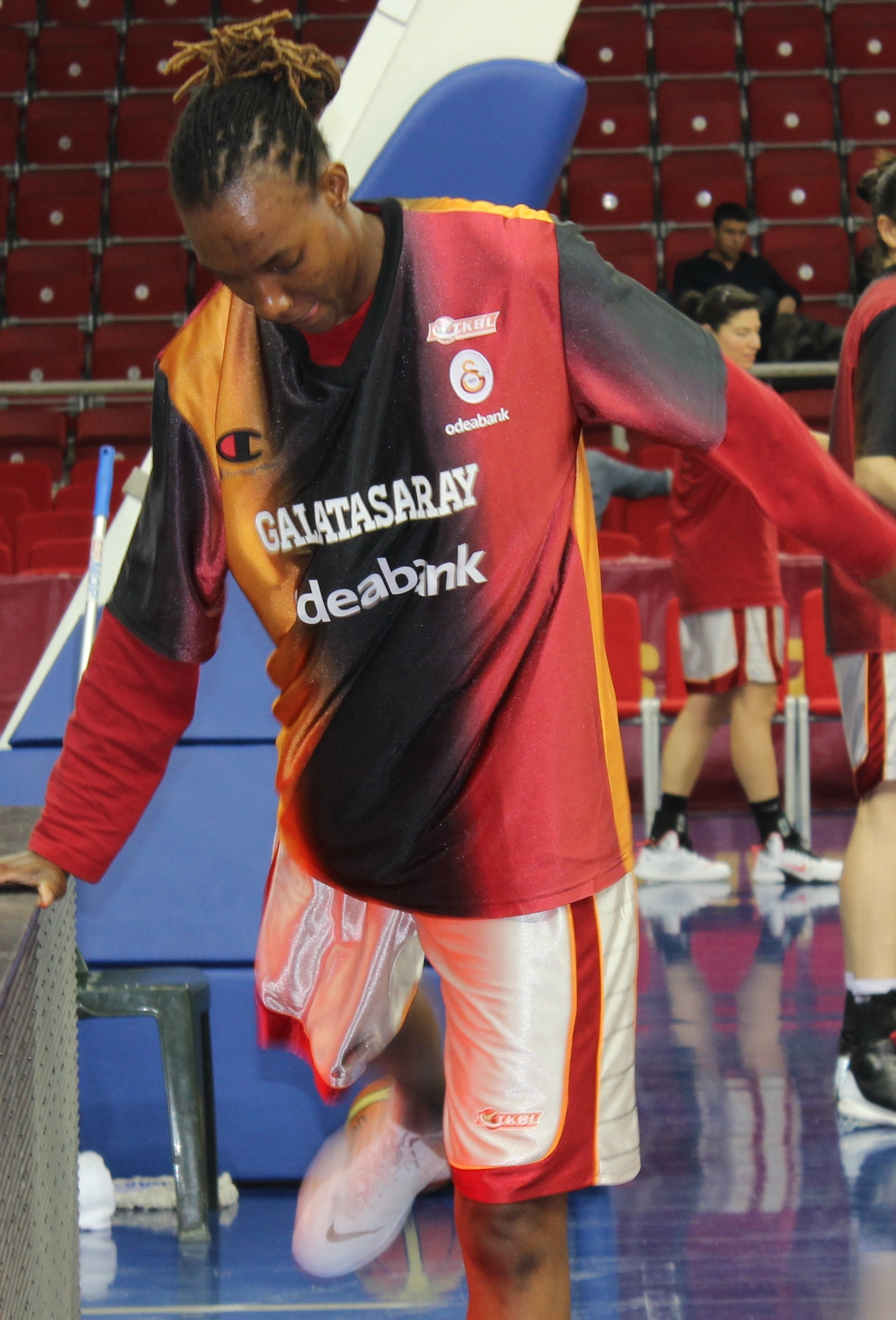
Санчо Литтл, 5-й номер драфта

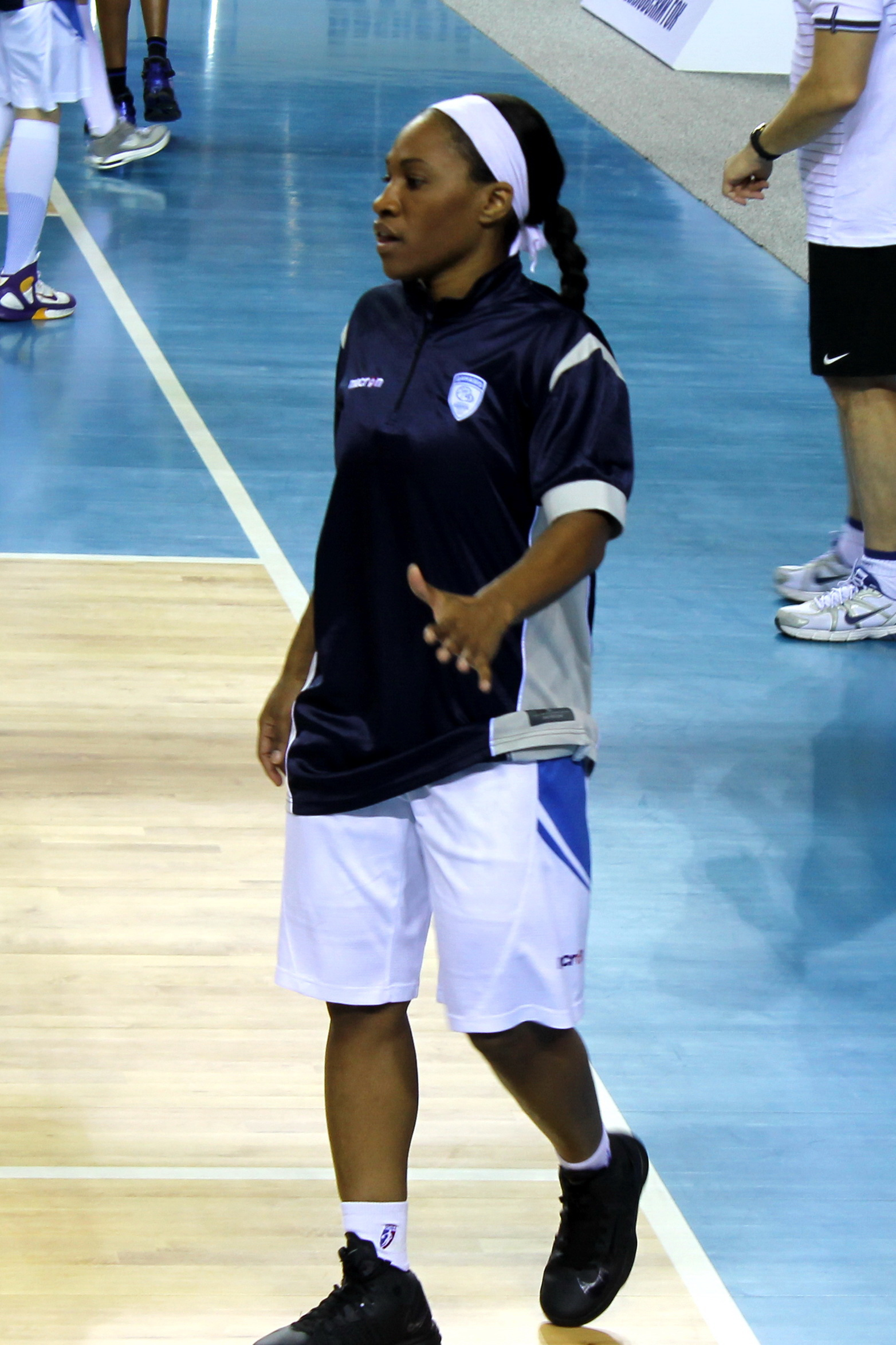
Темика Джонсон, 6-й номер драфта

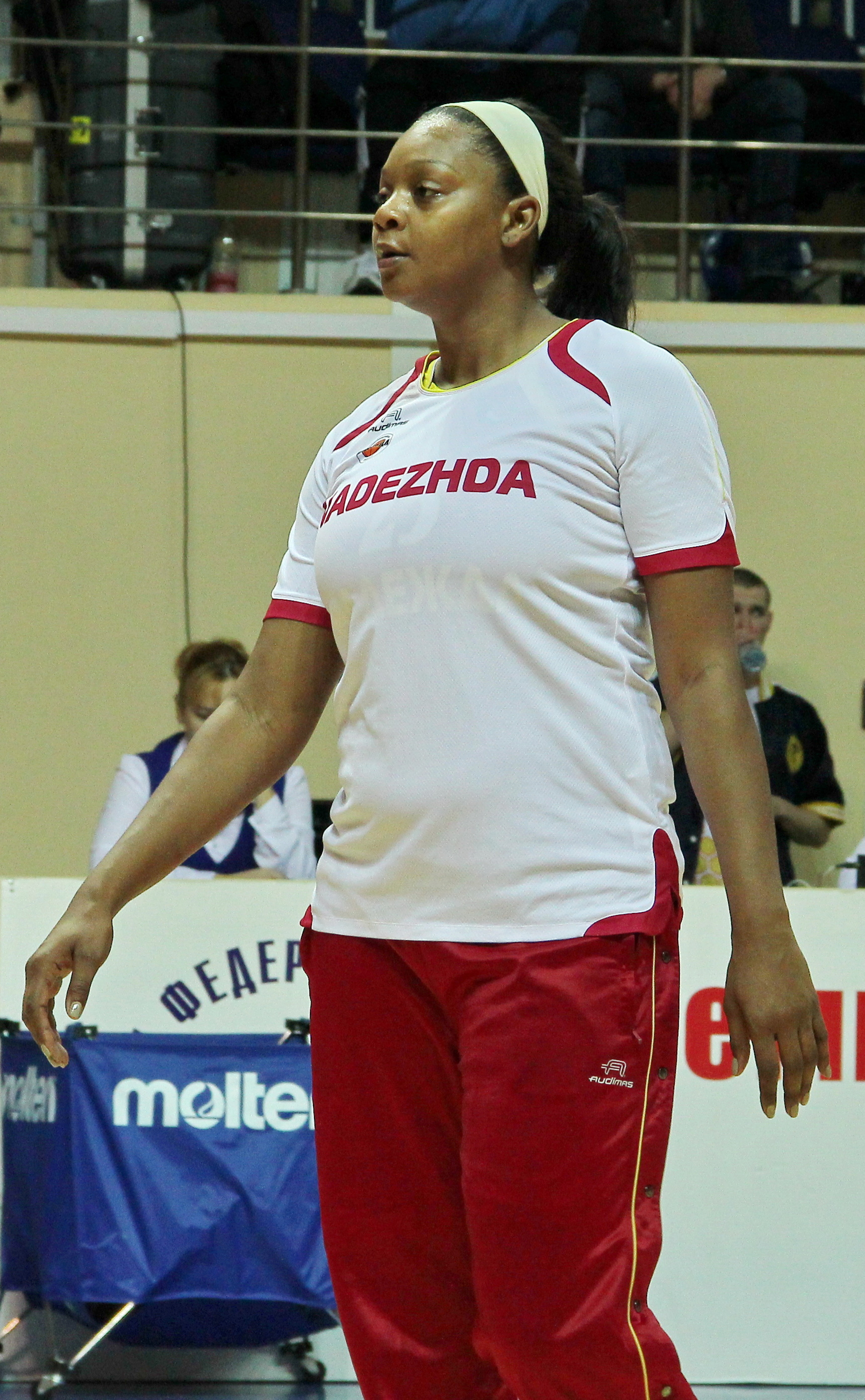
Кара Брэкстон, 7-й номер драфта

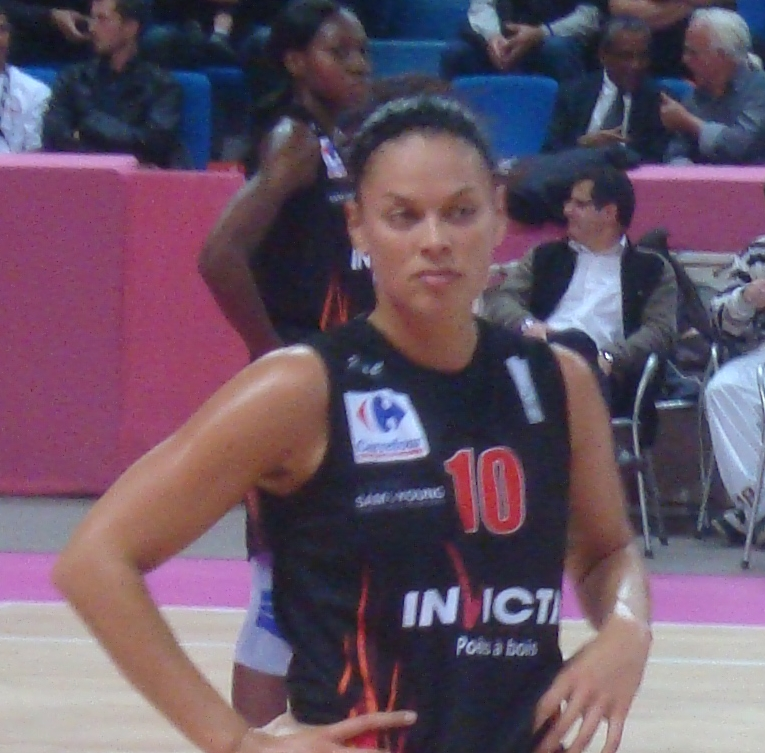
Кристен Манн, 11-й номер драфта

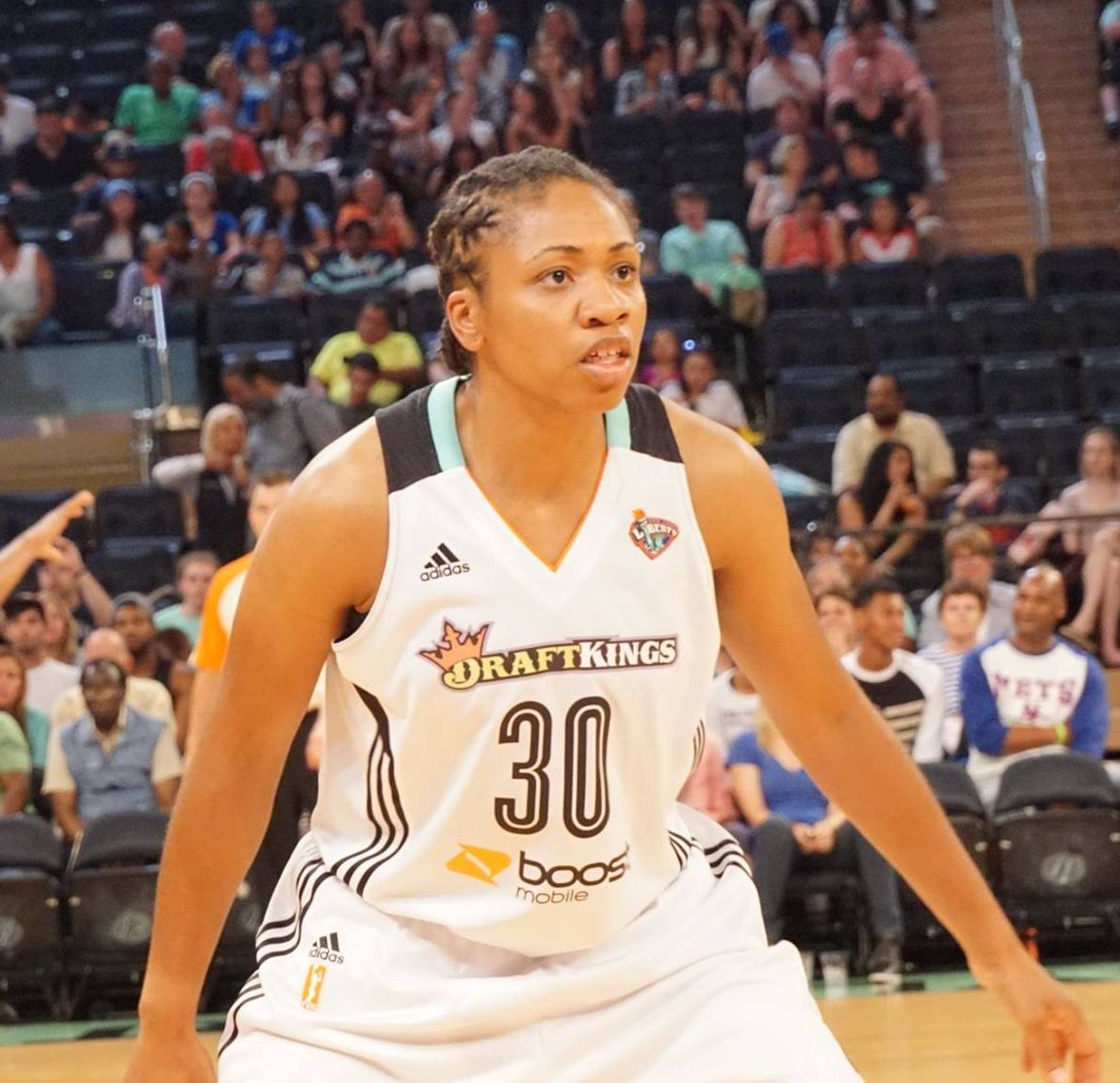
Таниша Райт, 12-й номер драфта

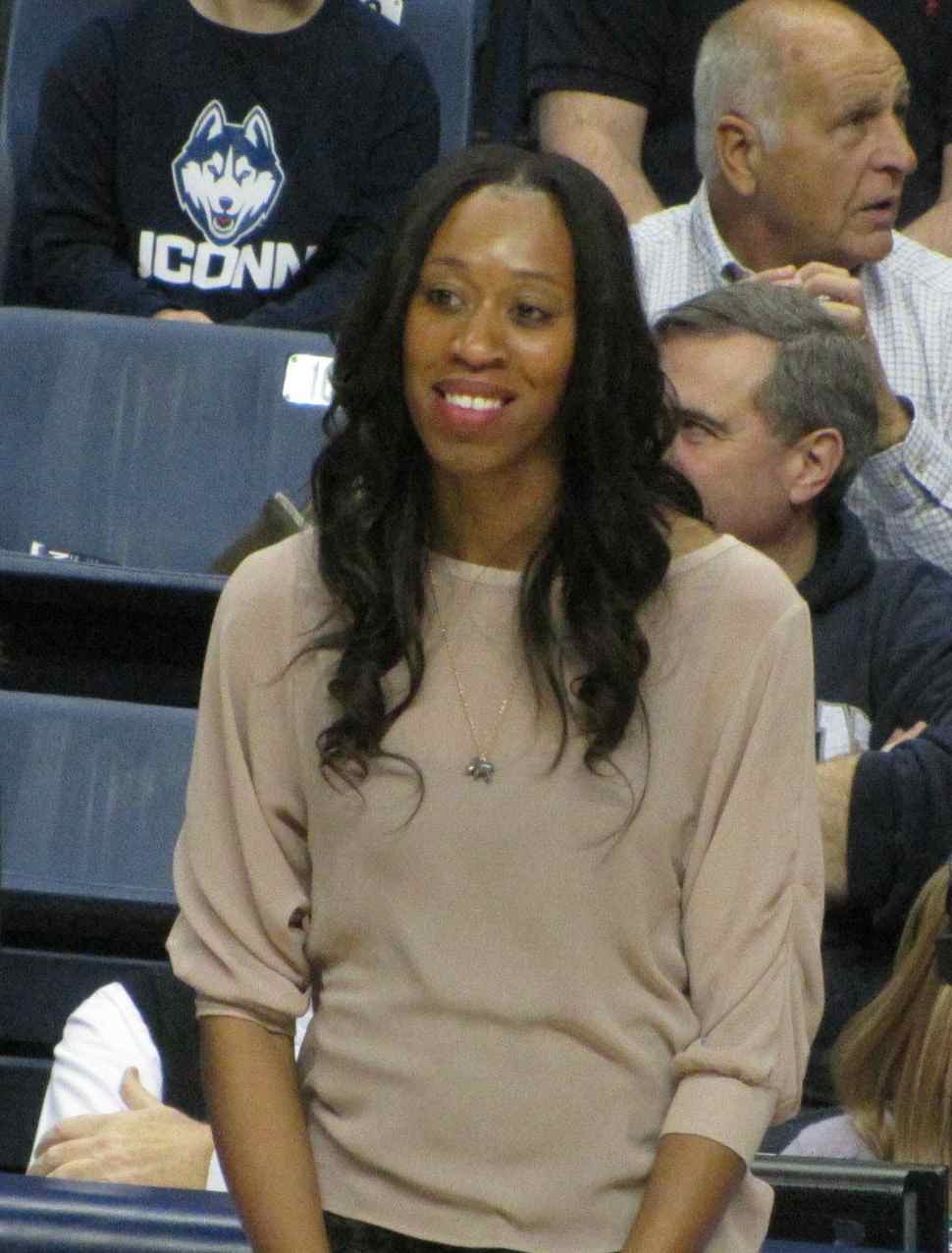
Джессика Мур, 24-й номер драфта

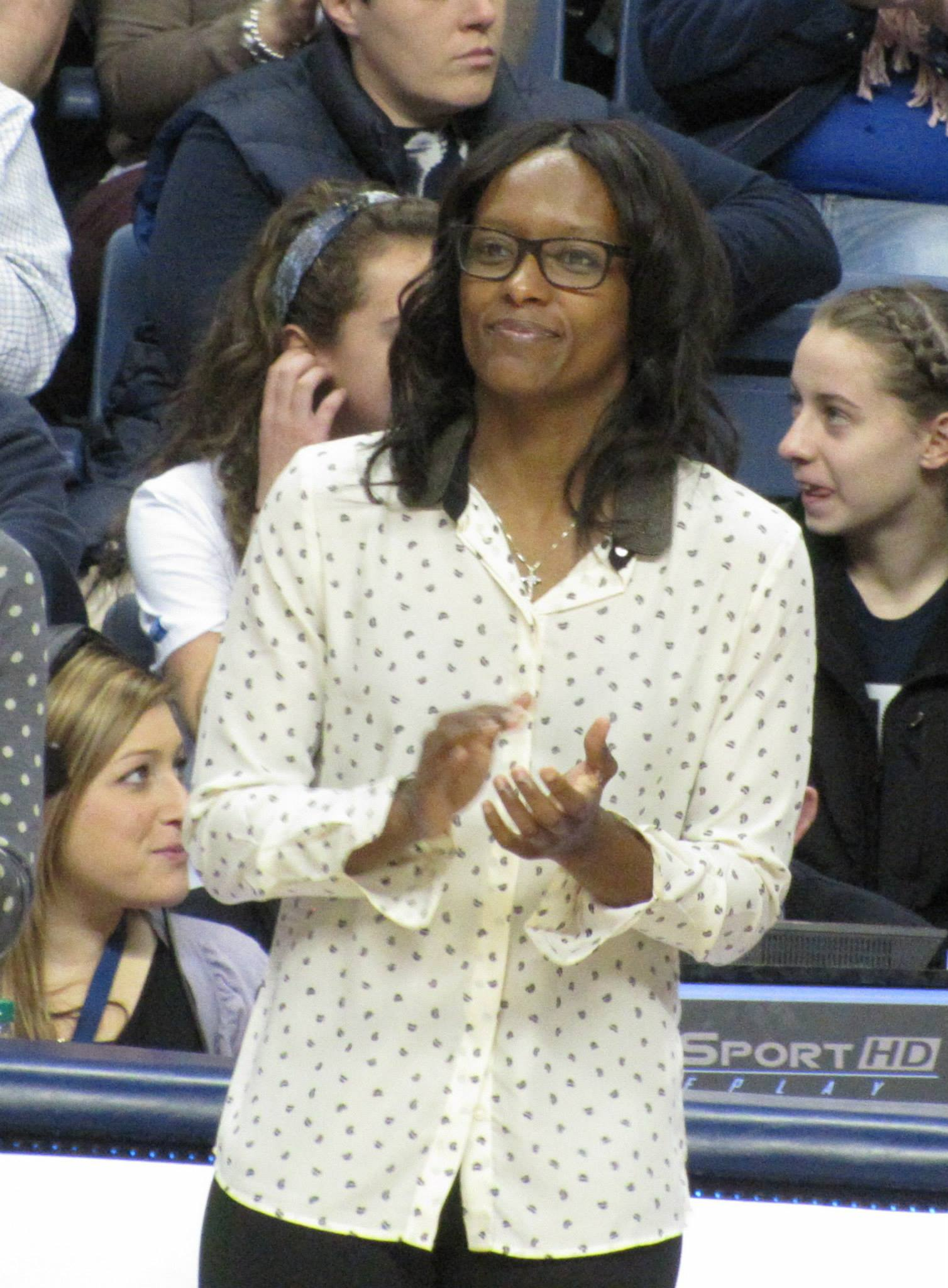
Эшли Баттл, 25-й номер драфта

| Выбор | Игрок                | Позиция             | Гражданство                          | Команда драфта                                                            | Университет/ Бывшая команда                |
| ----- | -------------------- | ------------------- | ------------------------------------ | ------------------------------------------------------------------------- | ------------------------------------------ |
| 1     | Джанель Маккарвилл   | Центровая           | США                                  | Шарлотт Стинг                                                             | Университет Миннесоты                      |
| 2     | Тан Уайт             | Защитник            | США                                  | Индиана Фивер                                                             | Университет штата Миссисипи                |
| 3     | Сандора Ирвин        | Форвард             | США                                  | Финикс Меркури                                                            | Христианский университет Техаса            |
| 4     | Кендра Уэкер         | Форвард             | США                                  | Сан-Антонио Силвер Старз                                                  | Университет штата Канзас                   |
| 5     | Санчо Литтл          | Форвард / Центровая | Сент-Винсент и Гренадины / · Испания | Хьюстон Кометс                                                            | Университет Хьюстона                       |
| 6     | Темика Джонсон       | Защитник            | США                                  | Вашингтон Мистикс                                                         | Университет штата Луизиана                 |
| 7     | Кара Брэкстон        | Форвард / Центровая | США                                  | Детройт Шок                                                               | Университет Джорджии                       |
| 8     | Кэти Финстра-Маттера | Центровая           | США                                  | Коннектикут Сан (затем продана в Сан-Антонио Силвер Старз)                | Университет Свободы                        |
| 9     | Кристин Хейни        | Защитник            | США                                  | Сакраменто Монархс                                                        | Университет штата Мичиган                  |
| 10    | Лори Мур             | Защитник            | США                                  | Нью-Йорк Либерти                                                          | Университет Теннесси                       |
| 11    | Кристен Манн         | Форвард             | США                                  | Миннесота Линкс                                                           | Калифорнийский университет в Санта-Барбаре |
| 12    | Таниша Райт          | Защитник            | США                                  | Сиэтл Шторм                                                               | Университет штата Пенсильвания             |
| 13    | Дионна Джексон       | Форвард             | США                                  | Детройт Шок (право выбора от Лос-Анджелес Спаркс через Вашингтон Мистикс) | Университет Оклахомы                       |

## Второй раунд
| Выбор | Игрок             | Позиция             | Гражданство | Команда драфта                                  | Университет/ Бывшая команда                |
| ----- | ----------------- | ------------------- | ----------- | ----------------------------------------------- | ------------------------------------------ |
| 14    | Шайра Эли         | Форвард             | США         | Сан-Антонио Силвер Старз                        | Университет Теннесси                       |
| 15    | Роника Ходжес     | Защитник            | США         | Хьюстон Кометс                                  | Университет штата Флорида                  |
| 16    | Иоланда Пейдж     | Защитник            | США         | Индиана Фивер                                   | Университет Западной Виргинии              |
| 17    | Жаклин Баттист    | Форвард             | США         | Миннесота Линкс (право выбора от Шарлотт Стинг) | Университет Нотр-Дам                       |
| 18    | Анджелина Уильямс | Форвард             | США         | Финикс Меркури                                  | Иллинойсский университет в Урбане-Шампейне |
| 19    | Эрика Тэйлор      | Защитник            | США         | Вашингтон Мистикс                               | Технологический университет Луизианы       |
| 20    | Никита Белл       | Форвард / Защитник  | США         | Детройт Шок                                     | Университет Северной Каролины в Чапел-Хилл |
| 21    | Эрин Филлипс      | Защитник            | Австралия   | Коннектикут Сан                                 | Аделаида Лайтнинг (ЖНБЛ)                   |
| 22    | Челси Ньютон      | Защитник            | США         | Сакраменто Монархс                              | Ратгерский университет                     |
| 23    | Табита Пул        | Форвард             | США         | Нью-Йорк Либерти                                | Университет Мичигана                       |
| 24    | Джессика Мур      | Форвард / Центровая | США         | Шарлотт Стинг                                   | Университет Коннектикута                   |
| 25    | Эшли Баттл        | Форвард             | США         | Сиэтл Шторм                                     | Университет Коннектикута                   |
| 26    | Диди Уилер        | Защитник            | США         | Лос-Анджелес Спаркс                             | Аризонский университет                     |

## Третий раунд
| Выбор | Игрок            | Позиция            | Гражданство | Команда драфта           | Университет/ Бывшая команда                       |
| ----- | ---------------- | ------------------ | ----------- | ------------------------ | ------------------------------------------------- |
| 27    | Кэтрин Крейвелд  | Форвард            | США         | Сан-Антонио Силвер Старз | Орегонский университет                            |
| 28    | Дженни Дэнт      | Защитник           | США         | Хьюстон Кометс           | Университет Де Поля                               |
| 29    | Эшли Эрли        | Защитник / Форвард | США         | Индиана Фивер            | Университет Вандербильта                          |
| 30    | Энн О’Нил        | Защитник           | США         | Сакраменто Монархс       | Университет штата Айова                           |
| 31    | Джейми Кэри      | Защитник           | США         | Финикс Меркури           | Техасский университет в Остине                    |
| 32    | Ташия Морхед     | Форвард            | США         | Вашингтон Мистикс        | Флоридский университет                            |
| 33    | Дженни Лингор    | Защитник           | США         | Детройт Шок              | Государственный университет Юго-Западного Миссури |
| 34    | Меган Махони     | Форвард            | США         | Коннектикут Сан          | Университет штата Канзас                          |
| 35    | Кисти Гринуолт   | Центровая          | США         | Сакраменто Монархс       | Технологический университет Техаса                |
| 36    | Ребекка Рикман   | Центровая          | США         | Нью-Йорк Либерти         | Ратгерский университет                            |
| 37    | Моник Бивинс     | Защитник           | США         | Миннесота Линкс          | Алабамский университет                            |
| 38    | Стеффани Блэкмон | Форвард            | США         | Сиэтл Шторм              | Бэйлорский университет                            |
| 39    | Хизер Шрайбер    | Форвард            | США         | Лос-Анджелес Спаркс      | Техасский университет в Остине                    |

## Комментарии
1. ↑  Кристин Хейни является первой баскетболисткой, которая в одном календарном году участвовала в финале NCAA за «Мичиган Стэйт Спартанс» и финале женской НБА за «Сакраменто Монархс». В составе «Спартанс» она была на стороне проигравших (женский турнир NCAA в 2005 году выиграла команда «Бэйлор Леди Бирс»), а в составе «Монархс» — на стороне победителей.